# Domenico Trezzini
Domenico Trezzini (Astano, 1670-San Petersburgo, 19 de febrero de 1734) fue un arquitecto suizo que desarrolló el Barroco Petrino de la arquitectura rusa.

## Vida y obra

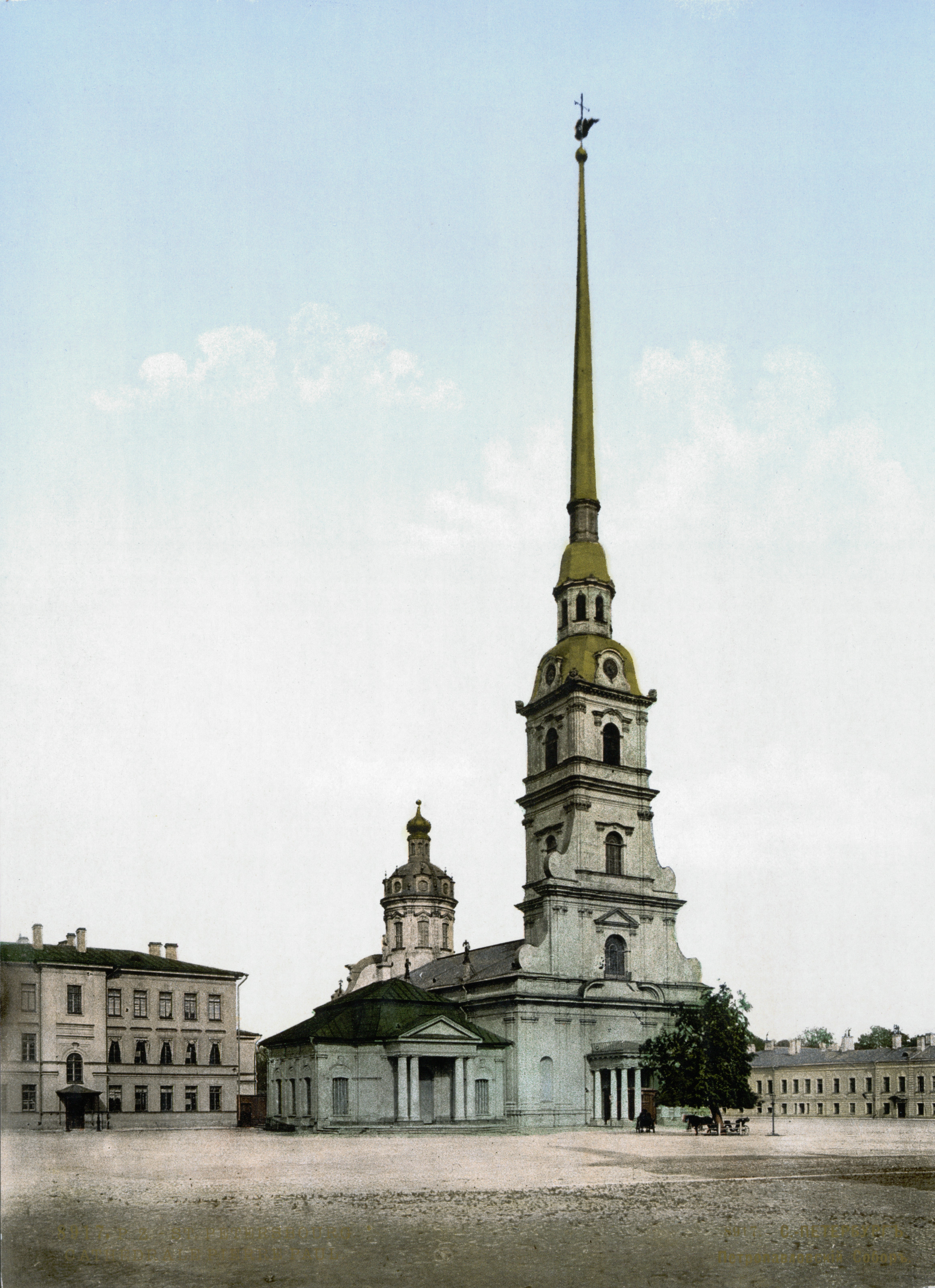
La Catedral de San Pedro y San Pablo de San Petersburgo es la más celebrada obra de Domenico Trezzini

Nació en el cantón del Tesino, en las proximidades de Lugano. Se cree que estudió en Roma. Posteriormente, mientras trabajaba en Dinamarca, recibió una oferta de Pedro I de Rusia para diseñar varios edificios en la nueva capital rusa, San Petersburgo.
Desde que se fundara la ciudad en 1703, contribuyó a la construcción de sus edificios más representativos. Por ejemplo, a él se debe la Fortaleza de San Pedro y San Pablo con la Catedral, los Doce Colegios (que en la actualidad constituyen el núcleo central de la Universidad de San Petersburgo) o el Palacio de verano de Pedro I. También participó en la estructuración de Kronstadt, con edificios como el Monasterio de Alejandro Nevski.
Domenico Trezzini fue de suma importancia para otro aspecto de la historia de la arquitectura rusa, ya que creó un estilo ruso basado en el modelo europeo, creando así los cimientos del Barroco Petrino.
Como testimonio de la relación cordial que unía a Domenico Trezzini con el zar, Pedro I de Rusia fue el padrino del hijo de aquel, el también arquitecto Pietro Antonio Trezzini.